# ساحل الأمير هارلد

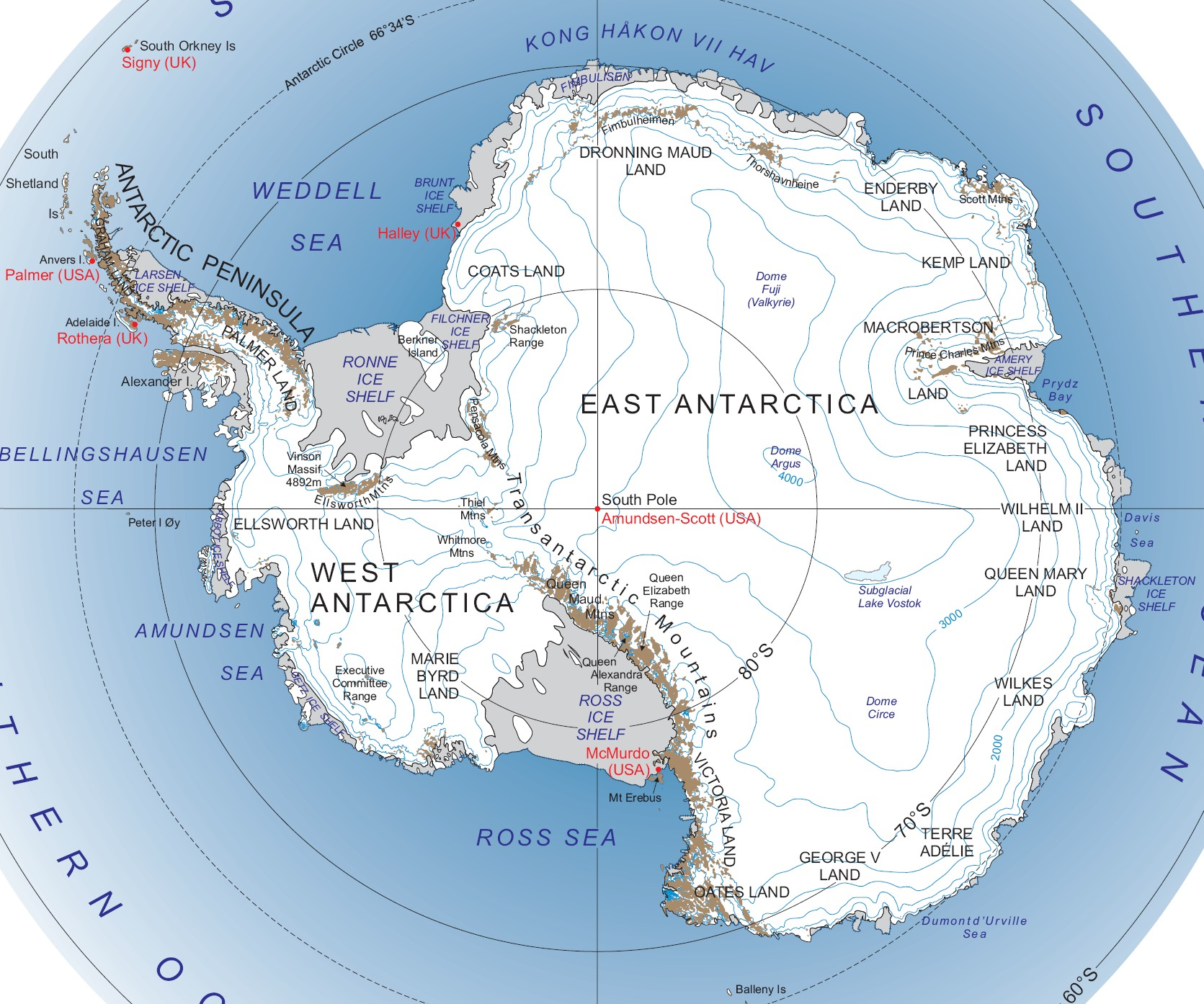

ساحل الأمير هارلد (69°30′S 36°0′E / 69.500°S 36.000°E) هو جزء من ساحل أرض الملكة مود تشمل خليج لوتزو هولم، بين شبه جزيرة ريزر لارسن، في 34 شرقا، والمدخل الشرقي من جهة خليج لوتزو هولم، والتي تمثلت في الزاوية الساحلية عند 40 درجة شرقا وكان قد اكتشف خلال رحلة في 4 فبراير 1937، من فيجو ويدرو ، نيلس رومنايس، والسيدة انغريد كريستنسن من بعثة لارس كريستنسن ، 1936-1937، وسمي على اسم طفلها الرضيع هارالد الخامس من أولاف الخامس من النرويج ولي عهد النرويج.